# Robert Cohen (écrivain)
Pour les articles homonymes, voir Robert Cohen et Cohen.
Robert Cohen est un écrivain américain né en 1957.
Après avoir enseigné à Harvard, Rice et l'Université de Houston, il est actuellement professeur de littérature anglaise et américaine au Middlebury College dans le Vermont.
Plusieurs de ses nouvelles ont été publiées dans Harper's, The Paris Review, etc.,.